# Henryk Mikołaj Górecki
Henryk Mikołaj Górecki (n. 6 decembrie 1933 - d. 12 noiembrie 2010) a fost un compozitor polonez de muzică clasică modernă, pionier al curentului caracteristic pentru muzica poloneză contemporană numit sonorizmul al cărui continuatorii au fost printre alții Krzysztof Penderecki și Wojciech Kilar.
Górecki a crescut la Czernica, în Silezia la vestul Poloniei. Tatăl lui, Roman, a fost feroviar. Mama - Otylia Górecka a murit în ziua în care Henryk a împlinit doi ani. Câteva luni în urmă tatăl lui Henryk s-a căsătorit a doua oară și familia Górecki s-a mutat la Rydułtów. În perioada copilăriei dure pe care a trăit-o s-au adunat luni de spitalizare în urma problemelor sale cu articulații la coapsa și, apoi, al II-lea război mondial și cu sentimentul de a fi neînțeles de către părinții - tatăl și a doua lui soție l-au reprimat pentru interesele sale artistice și nu-i dădeau voie nici măcar să se apropie de pianul din casă, la care odinioară cânta mama lui Henryk, Otylia.